# KTM Super Duke
KTM Super Duke ist ein Motorradmodell des österreichischen Motorradherstellers KTM.
Das von einem V2-Motor mit 75° Zylinderwinkel angetriebene Naked Bike wurde 2005 in den Markt eingeführt. Im Oktober 2013 wurde das Nachfolgemodell 1290 Super Duke R offiziell präsentiert und ab Modelljahr 2014 verkauft.

## 990 Super Duke

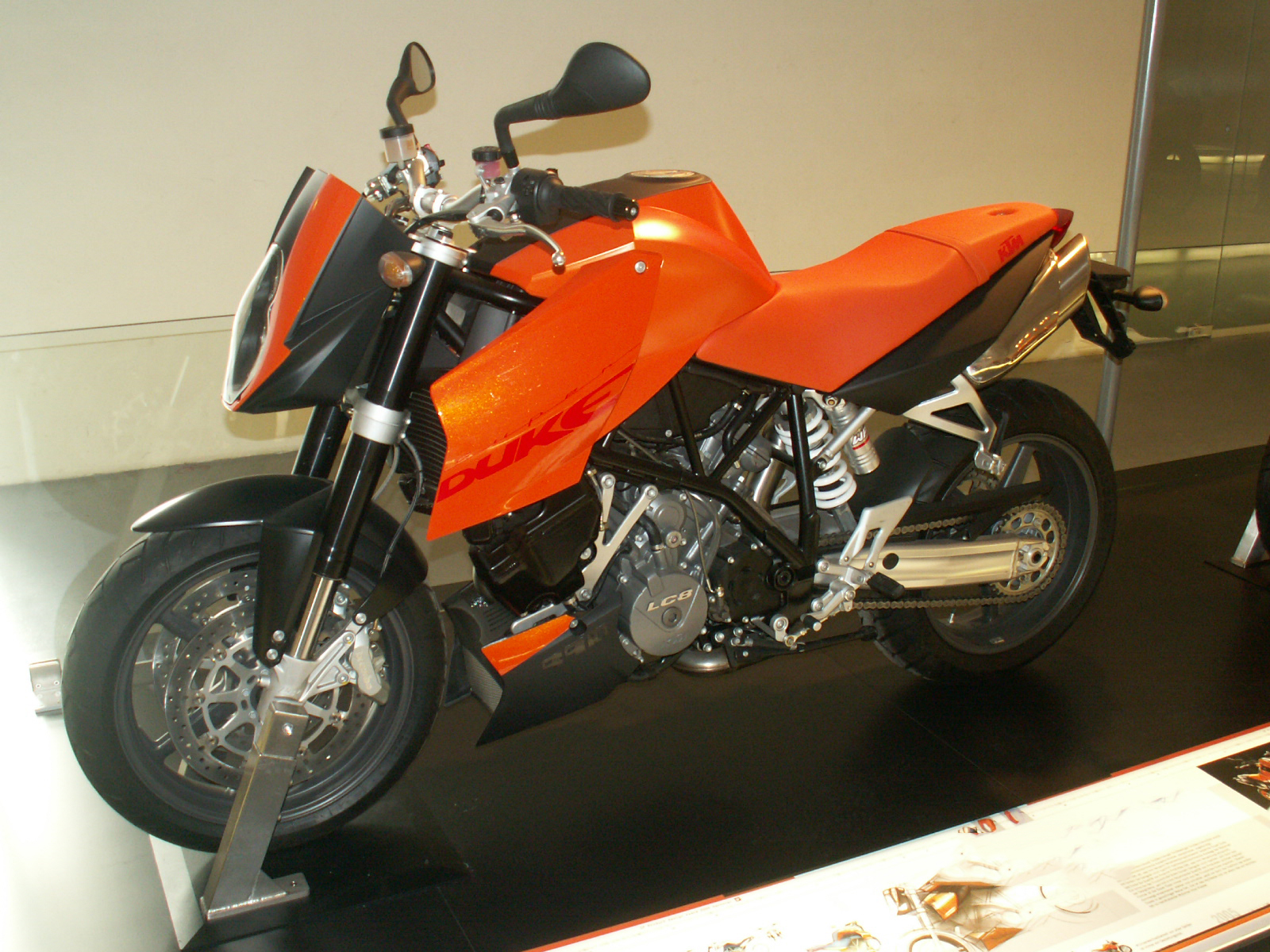
KTM 990 Super Duke (Modell 2005/06)

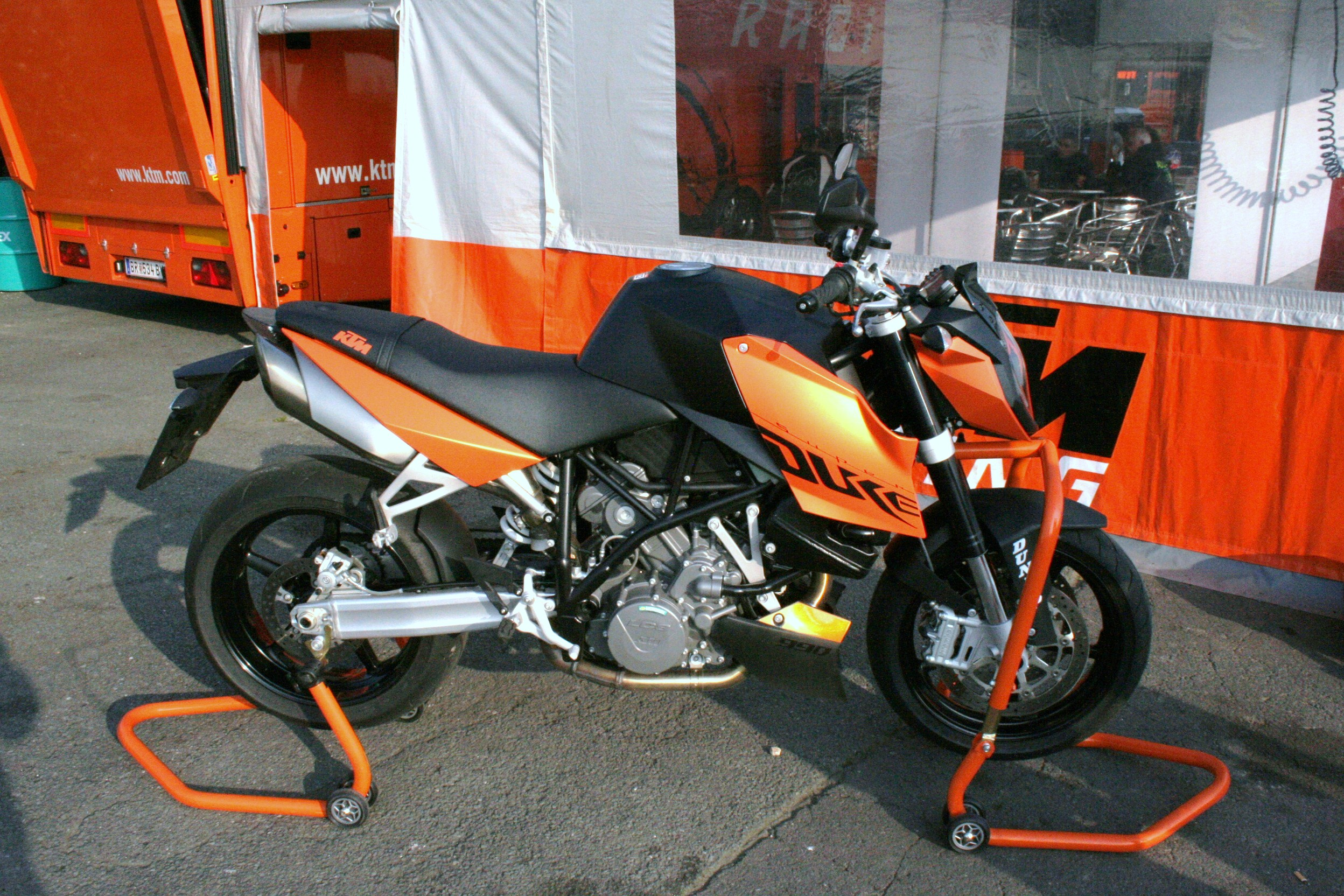
KTM 990 Super Duke (Modell 2007)

Die 990 Super Duke war das erste Naked Bike von KTM mit zwei Zylindern, sein Name bezieht sich auf die einzylindrige KTM Duke. Im Jahr 2002 wurde die Super Duke erstmals der Öffentlichkeit auf der Intermot vorgestellt. Stilbildende Elemente waren der 9 kg leichte Gitterrohrrahmen aus Chrom-Molybdän-Stahl und die kantigen Anbauteile. Kurze Zeit später wurde bekannt, dass die Super Duke nicht vom 942-cm³-LC8-Motor der Reiseenduro Adventure angetrieben wird, sondern von einer neuen 999-cm³-Version mit Saugrohreinspritzung und 88 kW (120 PS). Verschiedene Ausbaustufen wurden seitdem auf Ausstellungen und Messen vorgestellt, bis sie als 990 Super Duke schließlich im Jahr 2005 in den Handel kam.

### Modellentwicklung
Zum Modelljahr 2007 wurde die 990 Super Duke erstmals einer größeren Modellpflege unterzogen. Sie erhielt einige dezente optische Veränderungen (Lampenmaske, Frontfender, Tachoeinheit), einen größeren Tank (plus 3,5 l auf 18,5 l), radial verschraubte Brembo-Bremssättel vorn und ein neues Motormanagement, welches die EURO3-Norm erfüllt und den vielfach kritisierten, hohen Verbrauch senkte. Des Weiteren wurde die Fahrwerksgeometrie zu Gunsten von mehr Stabilität leicht verändert. Die Übersetzung wurde von 17:38 auf 16:38 geändert.
Als zusätzliche Variante wurde die 990 Super Duke R ins Programm genommen. Hierbei handelt es sich um eine noch sportlichere, einsitzige Version, die sich dazu in ihrer Ausstattung vom Basismodell unterscheidet. So sind die 48-mm-Gleitrohre der Upside-down-Teleskopgabel von KTM-Tochter WP Suspension Titannitrid-beschichtet und ein einstellbarer Lenkungsdämpfer soll Lenkerschlagen unterbinden. Lenkkopfwinkel und Nachlauf wurden bei der R-Version wieder in Richtung leichteres Handling geändert.
Im Modelljahr 2008 wurde der Motor der Super Duke R überarbeitet, so dass die Nennleistung auf 97 kW (132 PS) stieg. Geändert wurden unter anderem die Einlassventile, Nockenwellen und die Drosselklappen, des Weiteren ist serienmäßig ein Auspuffkrümmer von Akrapovic montiert.
Für 2012 wurden die Standardvariante und die Super Duke R zusammengefasst; es gab nur noch die Super Duke R mit einer Motorleistung von 92 kW (125 PS). Das Fahrwerk wurde angepasst aus der Super Duke R übernommen. Das Modell war nur mit zwei Sitzplätzen und in einer Farbe erhältlich.

## 1290 Super Duke R

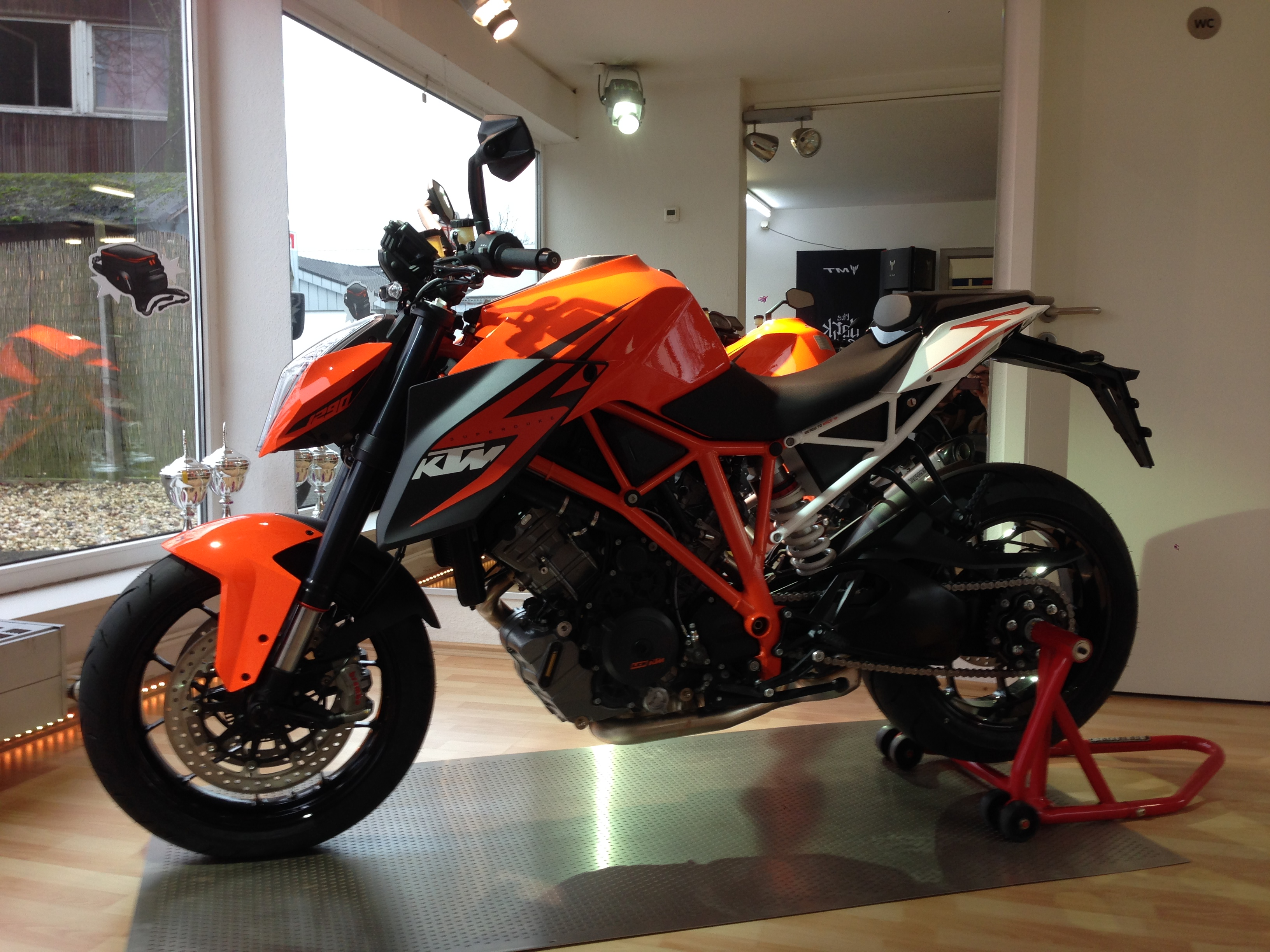
KTM 1290 Super Duke R

Basierend auf dem Konzeptfahrzeug The Beast, das Ende 2012 auf der EICMA in Mailand vorgestellt wurde, präsentierte KTM im Lauf des Jahres 2013 weitere Einzelheiten zum Nachfolgemodell der 990 R, unter anderem den deutlich größeren Hubraum. Im Oktober 2013 wurde dann die Super Duke 1290 R offiziell präsentiert. Der in Grundzügen aus der RC8 bekannte, nochmals überarbeitete V2-Motor mit einem Hubraum von 1301 cm³ verfügte anfangs über eine Höchstleistung von 127 kW (173 PS) und ein maximales Drehmoment von 144 Nm. Via X-Ring-Kette wird die Leistung über eine Einarmschwinge an das Hinterrad abgegeben. Eine mehrfach einstellbare Traktionskontrolle hilft dabei. Das Fahrwerk ist in Vorspannung, Zug- und Druckstufe einstellbar, die Bremsen verfügen über ein ABS. Alle Fahrassistenzsysteme sind in Stufen abschaltbar. Das Leergewicht ohne Kraftstoff beträgt 189 kg und somit nur unwesentlich mehr als bei der Super Duke 990 R. Ab 2022 kam die Brabus 1300 R auf den Markt, die in Zusammenarbeit mit Brabus auf Basis der 1290 Super Duke R Evo entstand.

### 1290 Super Duke GT
Für das Modelljahr 2016 führte KTM die Super Duke GT, eine Variante der 1290 R, ein. Diese ist mit einem verlängerten und verstärkten Heckrahmen ausgestattet, um den Soziusplatz größer und bequemer zu gestalten. Außerdem wurde ein Windschild auf der Lampenverkleidung montiert und das Motorrad serienmäßig mit abnehmbaren Seitentaschen ausgestattet. Ein größerer Tank (23 l) sowie verstellbare Lenker- und Fußrastenstellungen erhöhen die Nutzbarkeit der Super Duke für längere Tourenfahren.
Elektronische Assistenzsysteme wie Kurven-ABS, Tempomat, Berganfahrhilfe und Fahrwerksanpassung sind serienmäßig verbaut.

## Technische Daten
|                                | 990 Super Duke (2005/2006)                                                           | 990 Super Duke (2007)                                                                | 990 Super Duke R                                                                     | 990 Super Duke R (2008)                                                              | 1290 Super Duke R (2014)                                              | 1290 Super Duke R (2017)                                              | 1390 Super Duke R (2024)                                              |
| ------------------------------ | ------------------------------------------------------------------------------------ | ------------------------------------------------------------------------------------ | ------------------------------------------------------------------------------------ | ------------------------------------------------------------------------------------ | --------------------------------------------------------------------- | --------------------------------------------------------------------- | --------------------------------------------------------------------- |
| Motor                          | flüssigkeitsgekühlter 75°-V2-Viertaktmotor, vier Ventile pro Zylinder                | flüssigkeitsgekühlter 75°-V2-Viertaktmotor, vier Ventile pro Zylinder                | flüssigkeitsgekühlter 75°-V2-Viertaktmotor, vier Ventile pro Zylinder                | flüssigkeitsgekühlter 75°-V2-Viertaktmotor, vier Ventile pro Zylinder                | flüssigkeitsgekühlter 75°-V2-Viertaktmotor, vier Ventile pro Zylinder | flüssigkeitsgekühlter 75°-V2-Viertaktmotor, vier Ventile pro Zylinder | flüssigkeitsgekühlter 75°-V2-Viertaktmotor, vier Ventile pro Zylinder |
| Hubraum                        | 999 cm³                                                                              | 999 cm³                                                                              | 999 cm³                                                                              | 999 cm³                                                                              | 1301 cm³                                                              | 1301 cm³                                                              | 1350 cm³                                                              |
| Bohrung × Hub                  | 101 mm × 62,4 mm                                                                     | 101 mm × 62,4 mm                                                                     | 101 mm × 62,4 mm                                                                     | 101 mm × 62,4 mm                                                                     | 108 mm × 71 mm                                                        | 108 mm × 71 mm                                                        | 110 mm × 71 mm                                                        |
| Nennleistung – max. Drehmoment | 88 kW (120 PS) bei 9.000/min – 100 Nm bei 7.000/min                                  | 88 kW (120 PS) bei 9.000/min – 100 Nm bei 7.000/min                                  | 88 kW (120 PS) bei 9.000/min – 100 Nm bei 7.000/min                                  | 97 kW (132 PS) bei 10000/min – 102 Nm bei 8000/min                                   | 127 kW (173 PS) bei 8870/min – 144 Nm bei 6500/min                    | 130 kW (177 PS) bei 9750/min – 141 Nm bei 6750/min                    | 140 kW (190 PS) bei 9750/min – 141 Nm bei 6750/min                    |
| Kompression                    | 11,8:1                                                                               | 11,5 : 1                                                                             | 11,5 : 1                                                                             | 11,5 : 1                                                                             | 13,2:1                                                                | 13,2:1                                                                | 13,2:1                                                                |
| Treibstoff                     | Super (95 ROZ)                                                                       | Super (95 ROZ)                                                                       | Super (95 ROZ)                                                                       | Super (95 ROZ)                                                                       | Super (95 ROZ)                                                        | Super (95 ROZ)                                                        | Super (95 ROZ)                                                        |
| Tankinhalt                     | 15 Liter                                                                             | 18,5 Liter                                                                           | 18,5 Liter                                                                           | 18,5 Liter                                                                           | 18 Liter                                                              | 18 Liter                                                              | 17,5 Liter                                                            |
| Rahmen                         | pulverbeschichteter Gitterrohrrahmen aus Chrom-Molybdän-Stahl, Heckrahmen: Aluminium | pulverbeschichteter Gitterrohrrahmen aus Chrom-Molybdän-Stahl, Heckrahmen: Aluminium | pulverbeschichteter Gitterrohrrahmen aus Chrom-Molybdän-Stahl, Heckrahmen: Aluminium | pulverbeschichteter Gitterrohrrahmen aus Chrom-Molybdän-Stahl, Heckrahmen: Aluminium | wie bei 990, aber Heckrahmen: Stahl                                   | wie bei 990, aber Heckrahmen: Stahl                                   | wie bei 990, aber Heckrahmen: Stahl                                   |
| Federweg vorne                 | 135 mm                                                                               | 135 mm                                                                               | 135 mm                                                                               | 135 mm                                                                               | 125 mm                                                                | 125 mm                                                                | 125 mm                                                                |
| Federweg hinten                | 160 mm                                                                               | 160 mm                                                                               | 160 mm                                                                               | 150 mm                                                                               | 156 mm                                                                | 156 mm                                                                | 140 mm                                                                |
| Felgen                         | vorn 3.50" × 17", hinten 5.50" × 17"                                                 | vorn 3.50" × 17", hinten 5.50" × 17"                                                 | vorn 3.50" × 17", hinten 5.50" × 17"                                                 | vorn 3.50" × 17", hinten 5.50" × 17"                                                 | vorn 3.50" × 17", hinten 6" × 17"                                     | vorn 3.50" × 17", hinten 6" × 17"                                     | vorn 3.50" × 17", hinten 6" × 17"                                     |
| Lenkkopfwinkel                 | 66,5°                                                                                | 66,1°                                                                                | 67,3°                                                                                | 67,3°                                                                                | 65,1°                                                                 | 65,1°                                                                 | 65,3°                                                                 |
| Nachlauf                       | 103 mm                                                                               | 100,7 mm                                                                             | 93,6 mm                                                                              | 94 mm                                                                                | 107 mm                                                                | 107 mm                                                                | 107 mm                                                                |
| Radstand                       | 1.438 mm                                                                             | 1.450 mm                                                                             | 1.450 mm                                                                             | 1.450 mm                                                                             | 1.482 mm                                                              | 1.482 mm                                                              | 1.491 mm                                                              |
| Sitzhöhe                       | 855 mm                                                                               | 850 mm                                                                               | 865 mm                                                                               | 870 mm                                                                               | 835 mm                                                                | 835 mm                                                                | 834 mm                                                                |
| Trockengewicht                 | 184 kg                                                                               | 186 kg                                                                               | 186 kg                                                                               | 184 kg                                                                               | 189 kg                                                                | 195 kg                                                                | 200,5 kg                                                              |

## Sport (Drag Racing)
Seit der zweiten Hälfte der 2000er Jahre tritt der Finne Jaska Salakari mit seinem selbst aufgebauten, entwickelten – und ständig modifiziertem Drag Bike "Nitro-Duke" in der FIM-Drag-Racing Championship und der Nordic MC Championship an. Das Motorrad basiert auf der KTM Super Duke und hat mit dieser (zumindest in der ersten Version) Hubraum und Zylinderwinkel gemeinsam. 2018 erzielte Salakari bei den Scandinavian Internationals im schwedischen Tierp eine Zeit von 5.837 Sekunden und eine Geschwindigkeit von 339,84 km/h über die Viertelmeilen-Distanz. Diese Zeit ist bis heute (Stand Dez. 2022) die Welt- und Europabestmarke in der Klasse STTF (Super Twin Top Fuel). Da kein Back-Up-Lauf gefahren wurde, ist das Ergebnis nicht als offizieller FIM/E- und NHRA Rekord anerkannt.